# Anika Wangard

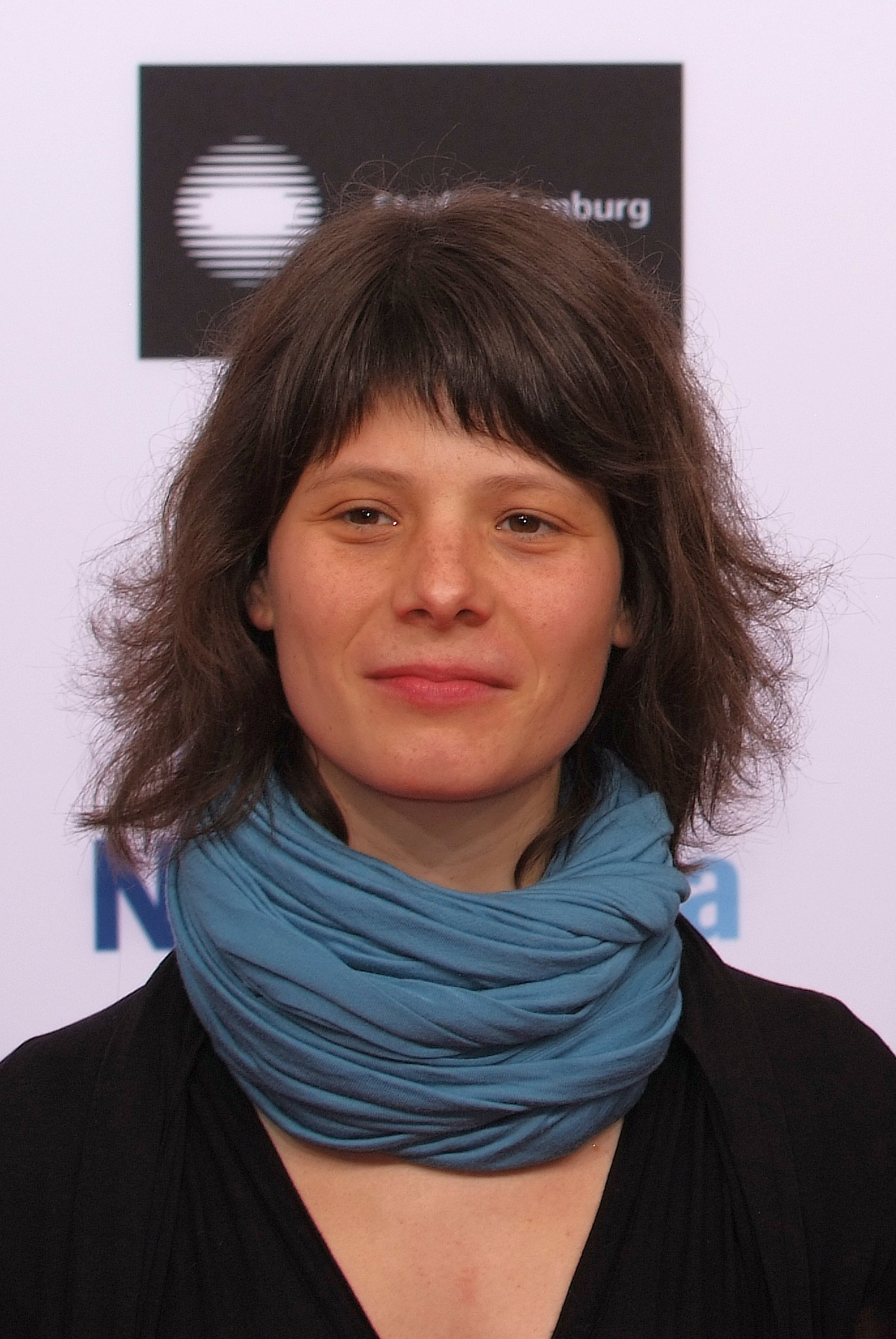
Anika Wangard

Anika Wangard (* 1977 in Düsseldorf) ist eine deutsche Drehbuchautorin, Schauspielerin und Regisseurin.

## Biografie
Wangard begann bereits 1999 die Mitarbeit an Filmproduktionen. Trotzdem entschied sie sich zunächst zu einem Studium in Soziologie und schloss dieses 2002 mit einem Diplom ab. Anschließend absolvierte sie an der Deutschen Film- und Fernsehakademie Berlin ein Regiestudium, welches sie ebenfalls mit einem Diplom beendete. Nach dem Abschluss wechselte sie ins Drehbuchfach und  arbeitet seit 2015 mit Eoin Moore zusammen. Wangard lebt in Brandenburg.
Wangard ist Mitglied im Verband Deutscher Drehbuchautoren (VDD).

## Filmografie

### Als Drehbuchautorin
- 2006: 15:0 (Kurzfilm)
- 2011: Nachsitzen (Kurzfilm)
- 2012: Crashkurs
- ab 2015: Polizeiruf 110
  - 2015: Polizeiruf 110: Wendemanöver (1)
  - 2015: Polizeiruf 110: Wendemanöver (2)
  - 2017: Polizeiruf 110: Dünnes Eis
  - 2017: Polizeiruf 110: Muttertag
  - 2018: Polizeiruf 110: Für Janina
  - 2022: Polizeiruf 110: Keiner von uns
  - 2022: Polizeiruf 110: Hildes Erbe
- 2020: Tatort: Tschill Out

### Als Schauspielerin
- 2009: Tatort: Altlasten
- 2010 – 2014: Polizeiruf 110
  - 2010: Polizeiruf 110: Einer von uns
  - 2011: Polizeiruf 110: Feindbild
  - 2012: Polizeiruf 110: Stillschweigen
  - 2014: Polizeiruf 110: Familiensache
- 2019: Der Sommer nach dem Abitur (Fernsehfilm)

### Als Regisseurin
- 2006: Hochzeit (Kurzfilm)
- 2006: 15:0 (Kurzfilm)
- 2011: Nachsitzen (Kurzfilm)
- 2012: Crashkurs

## Auszeichnungen
- 2012: Studio Hamburg Nachwuchspreis: Nominierung für Crashkurs in der Kategorie Bestes Drehbuch
- 2012: Filmfestival Max Ophüls Preis: Nominierung für Crashkurs in der Kategorie Bester Spielfilm
- 2018: Studio-Hamburg-Nachwuchspreis für Polizeiruf 110: Muttertag